# Káto Moní
Káto Moní är en ort i Cypern.   Den ligger i distriktet Eparchía Lefkosías, i den centrala delen av landet, 28 km sydväst om huvudstaden Nicosia. Káto Moní ligger 362 meter över havet och antalet invånare är 325. Den ligger på ön Cypern.
Terrängen runt Káto Moní är kuperad åt sydväst, men åt nordost är den platt. Terrängen runt Káto Moní sluttar norrut. Trakten runt Káto Moní är ganska glesbefolkad, med 39 invånare per kvadratkilometer. Närmaste större samhälle är Mórfou, 17,9 km nordväst om Káto Moní. Trakten runt Káto Moní är i huvudsak ett öppet busklandskap.